# Ocolișu Mic
Ocolișu Mic – wieś w Rumunii, w okręgu Hunedoara, w gminie Orăștioara de Sus. W 2011 roku liczyła 362 mieszkańców.